# 新場駅
新場駅（しんばえき）は、樺太大泊郡千歳村大字貝塚字新場に存在した鉄道省樺太東線の駅。南樺鉄道との連絡駅であった。現在はロシア鉄道極東鉄道支社サハリン地域部のダチノエ停留所（о.п. Дачное）である。

## 歴史
- 1926年（大正15年）
  - 6月5日 - 樺太庁鉄道の新場仮信号場として開設[2]。
  - 9月1日 - 新場仮信号場廃止[2]。
  - 10月1日 - 南樺鉄道開通にともない、樺太庁鉄道の連絡駅として開業[1]。
- 1943年（昭和18年）4月1日 - 南樺太の内地化により、鉄道省（国有鉄道）に編入。
- 1945年（昭和20年）8月 - ソ連軍が南樺太へ侵攻、占領し、駅も含め全線がソ連軍に接収される。
- 1946年（昭和21年）
  - 2月1日 - 日本の国有鉄道の駅としては、書類上廃止。
  - 4月1日 - ソ連国鉄に編入。ロシア語駅名は「ダチノエ・サハリンスコエ」。

## 現在の駅構造
単式ホーム1面1線のホームを有する停留場。駅員無配置で、駅舎は設けられておらず直接ホームに入る構造である。

## 駅名の由来
当駅の所在する地名からであり、地名は、付近の牧場が枯渇したために新たにこの地に設けられた牧場を「新場」と呼んだことからによる。

## 運行状況

### 樺太東線（1944年当時[4]）
- 下りは、落合駅と敷香駅行きが各2本、上敷香駅行き、白浦駅行きと豊原駅行きが各1本であった。上りは大泊駅行き6本と大泊港駅行きが1本であった。

### 南樺鉄道（1940年当時[5]）
- 昭和十五年七月一日訂補では新場駅と留多加駅との間を1日4往復していた。

### 現在
- ピャーチ・ウグロフ - ユジノサハリンスク間の近郊列車（Д2系気動車列車、コルサコフ方面1本・ユジノサハリンスク方面2本）が平日のみ停車する。

## 隣の駅

### 日本統治時代
鉄道省樺太鉄道局
樺太東線
貝塚駅 - 新場駅 - 中里駅
南樺鉄道
新場駅 - 江ノ浦駅

### 現在
ロシア鉄道極東鉄道支社サハリン地域部
コルサコフ-ノグリキ線
エレクトリーチカ（各駅停車）
ソロヴィヨフカ停留所 - ダチノエ停留所 - ミツレフカ駅
※朝に運行される6017列車はエレクトリーチカであるが、当停留所を通過する。